# DE-CIX
Deutsche Commercial Internet Exchange (DE-CIX), [ ˈdeːˌkiks] ist ein Internetknoten-Betreiber mit Hauptsitz in Frankfurt am Main. Das Unternehmen bietet seine Peering-, Cloud- und Interconnection-Services an 60 Standorten in Europa, Afrika, Nord- und Südamerika, dem Nahen Osten, Indien und Südostasien an. Dabei bietet DE-CIX neben dem Betrieb eigener Internetknoten (Internet Exchanges oder IXs) auch den technischen Betrieb von Internetknoten für Partner an (z. B. UAE-IX). DE-CIX ist von Rechenzentren in über 600 Städten weltweit aus erreichbar und verbindet Tausende Netzbetreiber (Carrier),
Internet Service Provider (ISP), Content-Anbieter und Firmennetze aus mehr als 100 Ländern miteinander. Gemessen am Datendurchsatz ist der DE-CIX Frankfurt einer der größten Internetknoten der Welt. Unter dem Dach der DE-CIX Group AG sind alle nationalen und internationalen DE-CIX-Aktivitäten und -Gesellschaften zusammengefasst. Weltweit sind knapp 250 Mitarbeiter aus circa 35 Nationen bei DE-CIX beschäftigt.

## Geschäftsmodell
DE-CIX betreibt weltweit Internetknoten und bietet seinen Kunden verschiedene Interconnection-Dienste an. Das Kerngeschäft bildet dabei die Bereitstellung umfangreicher „Peering“-Optionen. Beim Peering können Kunden von DE-CIX durch die Nutzung der Rechenzentrum- und Carrier-neutralen Infrastruktur des Unternehmens gegen eine monatliche Gebühr einen umfassenden Datenaustausch und -verkehr zwischen ihren Netzwerken und den Netzwerken anderer an DE-CIX angeschlossener Peering-Partner (auch „Peers“ genannt) einrichten. Peering ist eine Alternative zum IP-Transit-Verfahren, bei dem Netzwerkbetreiber ihren Datenverkehr kostenpflichtig und je nach Ziel individuell durch das Netzwerk eines größeren Anbieters leiten lassen.
Neben den auf Peering spezialisierten Internet Exchanges, betreibt DE-CIX seit 2013 an vielen seiner weltweiten Standorte auch Cloud Exchanges, die den Kunden von DE-CIX die Anbindung an über 50 Cloud Service Provider ermöglichen.

## Geschichte

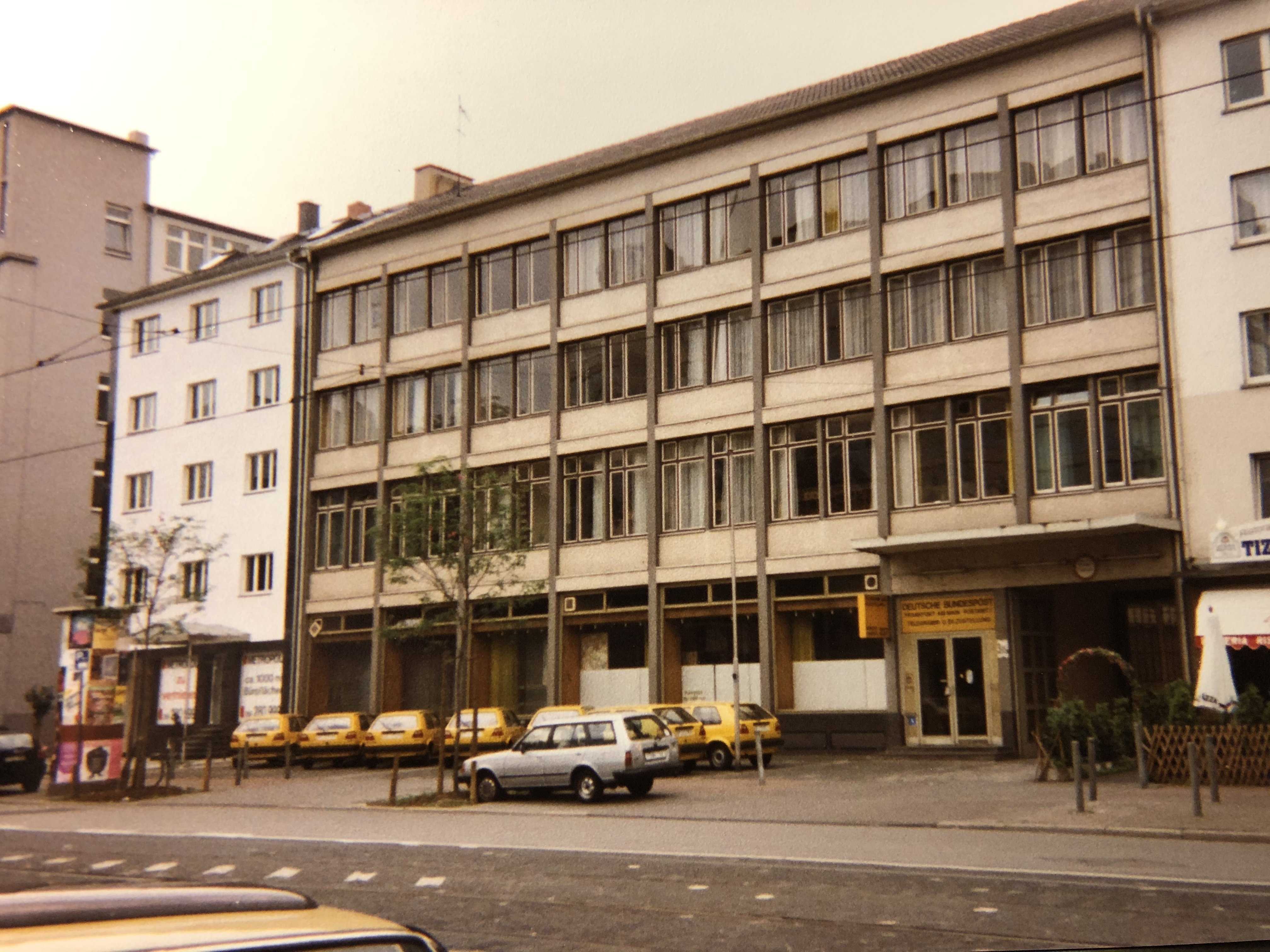
Das ehemalige Postamt Mainzer Landstraße

Der DE-CIX wurde im Herbst 1995, unter anderem durch Harald A. Summa und Arnold Nipper, gegründet und war ursprünglich ein Projekt, um die drei Internet-Service-Provider (ISPs) MAZ Hamburg, EUnet Dortmund und XLink Karlsruhe zusammenzuschließen. Der erste Standort in Frankfurt befand sich in einem ehemaligen Telegramm-Postamt und war mit 2 Mbit/s angebunden. Das Postamt wurde als Standort ausgewählt, da hier die ITENOS ein Rechenzentrum betrieb, das für ein europäisches Sprachnetz der EuroDATA GmbH bereits mit 32 Mbit/s Glasfaser angebunden war. Den Betrieb übernahm der eco Verband der Internetwirtschaft e. V.
1997 zog der DE-CIX in ein neues Rechenzentrum der Firma Interxion, heute Digital Realty, an der Hanauer Landstraße in Frankfurt am Main um. Im Jahr 2001 wurden die kommerziellen Aktivitäten des DE-CIX in die DE-CIX Management GmbH mit Sitz in Köln überführt, eine hundertprozentige Tochter des eco-Verbandes. Im selben Jahr ging in Frankfurt der DE-CIX 2 in Betrieb, um die Platzprobleme im alten Rechenzentrum zu lösen und die Ausfallsicherheit durch Redundanz zu steigern. Der neue und der alte Standort wurden durch Glasfaserleitungen miteinander verbunden. Der wachsende Internet-Verkehr sowie die wachsende Forderung nach höherer Ausfallsicherheit führte zu einem dritten Standort, der im Januar 2004 in Betrieb genommen und bei der Telecity Group in der Gutleutstraße in Frankfurt am Main installiert wurde.
2014 war die technische Infrastruktur des DE-CIX in Frankfurt bereits auf 18 Rechenzentren bei acht Anbietern verteilt, vor allem bei den Unternehmen Equinix und Interxion. Während des Jahres 2018 fand der größte Umzug in der Geschichte von DE-CIX statt. Dabei wurden etwa 15 Kilometer Glasfaserkabel verlegt und die Anschlüsse von 450 Kunden während des laufenden Betriebes migriert. Der zusätzliche Standort befindet sich auf dem Campus Kleyerstraße in Frankfurt-Gallus. Nach eigenen Angaben wickelt der DE-CIX Frankfurt heute einen großen Teil des deutschen Peering-Verkehrs ab und gehört gemessen an der Anzahl der angeschlossenen Netzwerke (Platz 2), dem Datenverkehr in Spitzenzeiten (Platz 2) und dem durchschnittlichen Datendurchsatz (Platz 2) zu den drei größten Internetknoten der Welt.

## Standorte
Der Internetknoten DE-CIX Frankfurt ist in über 50 Rechenzentren, unter anderem von Digital Realty und Equinix in Frankfurt am Main, redundant untergebracht. Zusätzlich betreibt DE-CIX in Deutschland derzeit eigene Austauschpunkte in Hamburg (seit 2002), München (seit 2008), Düsseldorf (seit 2015) und Leipzig (seit 2022) sowie weitere Internetknoten zusammen mit Partnern im Ruhrgebiet (Ruhr-CIX, seit 2021). DE-CIX geht auch Partnerschaften mit anderen Internetknotenbetreibern ein, um seine geografische Abdeckung auf diese Standorte auszuweiten, zum Beispiel in Berlin (Partner-IX betrieben von BCIX).
Der im Jahr 2012 in Kooperation mit dem Telekommunikationsunternehmen und Rechenzentrumsbetreiber du/Datamena in Betrieb genommene United Arab Emirates Internet Exchange (UAE-IX) in Dubai war der erste von DE-CIX für Partner betriebene Internetknoten und zugleich der erste von DE-CIX betriebene Internetknoten außerhalb Deutschlands. Im Herbst 2013 expandierte DE-CIX nach Nordamerika und eröffnete einen neuen Standort in New York, der 2014 in Betrieb genommen wurde. Im Jahr darauf wurde die Eröffnung von DE-CIX Istanbul, DE-CIX Marseille und DE-CIX Palermo angekündigt. Mit den Standorten in Marseille und Palermo sowie der Eröffnung eines weiteren Standortes in Madrid im Jahr 2016, richtete DE-CIX gleich mehrere neue Internetknoten in Südeuropa ein. Im selben Jahr wurde in Dallas ein zweiter DE-CIX Standort in Nordamerika eröffnet. Seit Oktober 2018 ist das Unternehmen auch in Moskau (Partner-IX betrieben von MSK-IX) vertreten. Anfang 2020 folgte St. Petersburg (Partner-IX, ebenfalls betrieben von MSK-IX). Ende 2018 folgte mit DE-CIX Lissabon ein weiterer Internetknoten in Südeuropa. Nachdem DE-CIX bereits im Jahr 2017 einen Internetknoten in Mumbai (Mumbai-IX) eröffnet hatte, kündigte das Unternehmen 2019 den Ausbau seiner Präsenz in Indien an. Das Joint-Venture DE-CIX Interwire Internet Services Ltd. nahm unter der Marke DE-CIX drei neue Standorte in Delhi, Kalkutta und Chennai in Betrieb. Später im Jahr folgte die Ankündigung der Standorte Johor Bahru und Kuala Lumpur in Malaysia – die ersten DE-CIX-Standorte in der Region Südostasien. Die dortige Präsenz wurde im Januar 2020 um den Standort Singapur erweitert. Ebenfalls im Jahr 2020 wurden der von DE-CIX betriebene Internetknoten SEECIX in Athen, und danach DE-CIX Barcelona angekündigt. Zum Abschluss des Jahres erweiterte DE-CIX zudem seine Präsenz in Nordamerika um zwei Standorte in Richmond und Chicago. Im Februar 2021 wurde bekanntgegeben, dass DE-CIX in Kooperation mit dem staatlichen Unternehmen Unified National Networks einen Internetknoten für einen lokalen Telekommunikationsanbieter in Bandar Seri Begawan in Brunei einrichten und betreiben würde (Borneo-IX, powered by DE-CIX). In der zweiten Jahreshälfte 2021 wurde zudem der westlichste DE-CIX Standort in Phoenix, Arizona, eröffnet und das Unternehmen kündigte seine Expansion nach Nordeuropa an. Dazu wurden fünf neue Standorte eingerichtet: Kopenhagen und Esbjerg in Dänemark, Oslo und Kristiansand in Norwegen sowie Helsinki in Finnland.
Im März 2022 wurde eine Partnerschaft mit IRAQ-IXP beschlossen, im Zuge derer DE-CIX den Betrieb eines Internetknotens in Bagdad übernahm. Im selben Jahr ging DE-CIX in Jordanien eine Kooperation mit dem Projekt Aqaba Digital Hub zum Aufbau des Internetknotens AqabaIX ein. Auch in Afrika ist DE-CIX inzwischen durch Partnerschaften vertreten: Das Unternehmen baut seit Ende 2022 den Africa Cloud Interconnection Exchange (AF-CIX powered by DE-CIX) in einem Rechenzentrum des Anbieters Rack Centre in Lagos (Nigeria) auf und entwickelt zudem die Interconnection-Plattform Africa Congo Internet Exchange ACIX mit dem Internet Service und Hosting Provider UNITED S.A. in Kinshasa (Demokratische Republik Kongo). Anfang des Jahres 2025 nahm DE-CIX in Kooperation mit dem katarischen Telekommunikationsunternehmen Ooredoo einen Internetknoten in Doha in Betrieb, den Doha-IX. Im März 2025 eröffnete DE-CIX zudem seine ersten Standorte in Südamerika: DE-CIX Sao Paulo und DE-CIX Rio de Janeiro in Brasilien. Zu weiteren DE-CIX Standorten weltweit zählen Amsterdam, Bengaluru, Bukarest (Partner-IX, betrieben von InterLAN-IX), Fujairah, Houston, Hyderabad, Karachi, Manila (Partner-IX, betrieben von GetaFIX), Mexiko-Stadt, Moskau (Partner-IX, betrieben von MSK-IX), Osaka, Penang, Prag (Partner-IX, betrieben von NIX.CZ), Queretaro, Sankt Petersburg (Partner-IX, betrieben von MSK-IX), Seattle, Sofia (Partner-IX, betrieben von BIX.BG), Toyko und Warschau (Partner-IX, betrieben von Thinx IX). Insgesamt bietet DE-CIX seine Peering-, Cloud- und Interconnection-Services heute in 60 Standorten in Europa, Afrika, Nord- und Südamerika, dem Nahen Osten, Indien und Südostasien an.

## Technik

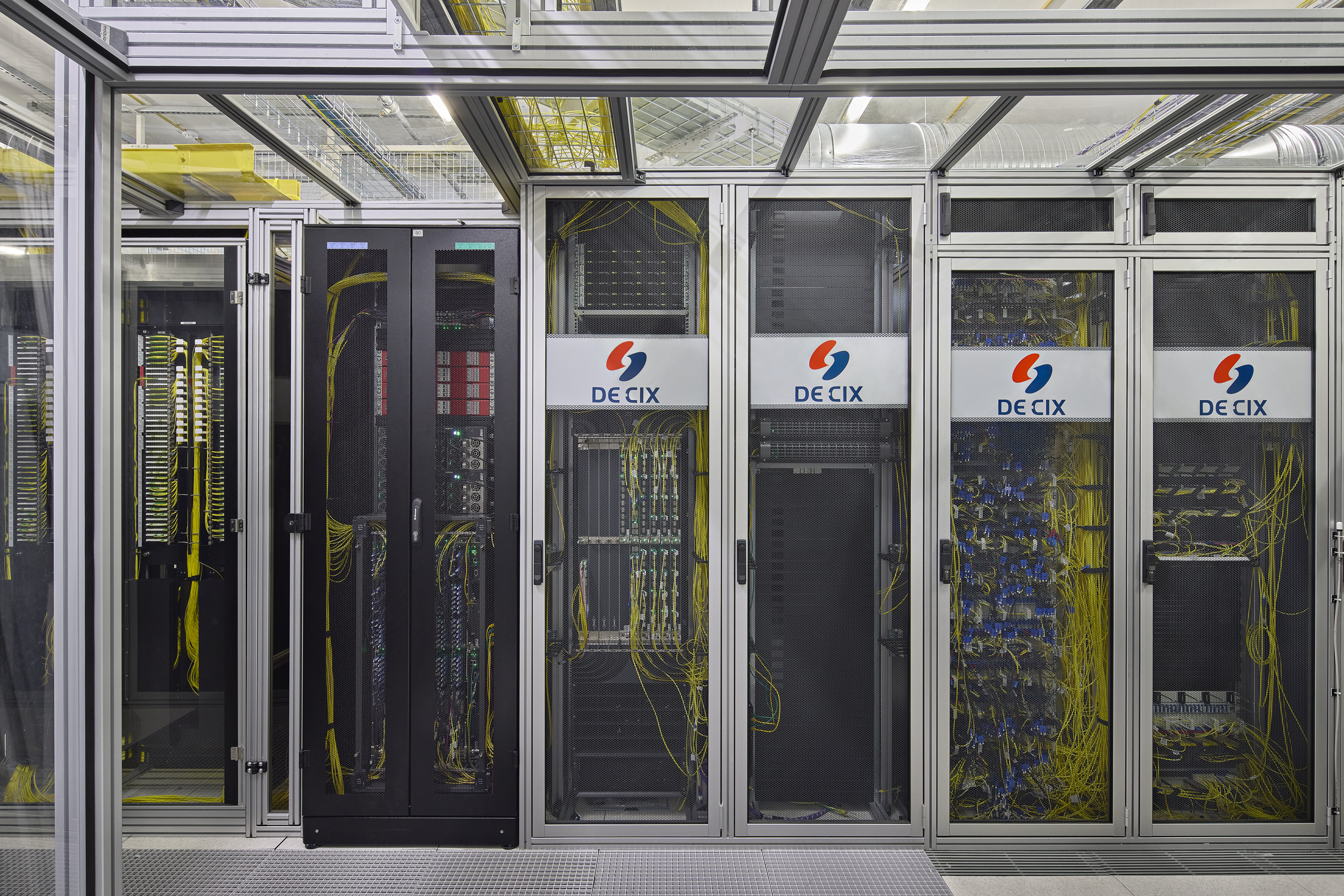
Server im DE-CIX (2025)

Für den technischen Betrieb seiner Internetknoten und Interconnection Services, insbesondere im Peering-Segment, setzt DE-CIX seit 2013 auf die eigene Ethernet-basierte Plattform DE-CIX Apollon. Die wesentliche technische Komponente von DE-CIX Apollon für das IP-Netzwerk bilden Router von Nokia aus der 7750 SR-s und der SR-Reihe, die DE-CIX weltweit einsetzt. An kleineren Standorten (z. B. Lissabon) werden SR1-FP4 Router verbaut und an größeren Standorten (wie z. B. in den Rechenzentren von Digital Realty und Equinix in Frankfurt) werden SR-14s mit FP5 Line-Cards (auf Deutsch: Leitungskarten) genutzt. Die optische Infrastruktur von DE-CIX setzt sich aus Hardware von Smartoptics, Optiken von Flexoptix und Nokia, sowie ROADM-Technologie von Nokia (nur in New York) zusammen.
Die Datenzentren, in denen DE-CIX die Apollon-Infrastruktur aufgebaut hat, werden innerhalb eines Großraums (Metroregion bzw. Standort) per Glasfaserkabel miteinander verbunden. Dabei setzt DE-CIX pfad- und knotenredundante Glasfaserverbindungen ein, die möglichst kurz sind, um Latenzzeiten (Round Trip Delay) zu minimieren. DE-CIX betreibt zudem an jedem seiner Internetknoten zwei redundante Route-Server, die es Peering-Partnern ermöglichen, einfach und schnell Daten auszutauschen. Dazu verwendet DE-CIX hauptsächlich die Open-Source Produkte BIRD und künftig auch OpenBGPD. Als Looking Glass setzt DE-CIX auf das Open-Source Tool Alice-LG.
Kunden von DE-CIX können sich bei einem Anschluss an einen Internetknoten für unterschiedliche Kapazitäten entscheiden. Dazu bietet DE-CIX verschiedene Portgrößen an. Kleinere von DE-CIX betriebene Internetknoten bieten meist nur 1, 10 oder 100 Gigabit Ethernet (GE) Ports an, während an einigen größeren DE-CIX Standorten seit 2019 zusätzlich 400 GE Ports verfügbar sind. 2022 gab DE-CIX zudem bekannt, seine technischen Kapazitäten beginnend an seinem Standort in Frankfurt in Zukunft weltweit auch auf 800 GE Anschlüsse auszubauen.
Die meisten Standorte von DE-CIX sind über ein globales Netzwerk miteinander verbunden. Zu diesem Zweck werden redundante Netzwerkkapazitäten über See- und Landkabel mit Bandbreiten von 10 bis mehreren Hundert GE angemietet. Dies ermöglicht es den Kunden weltweit ohne eigene Hardware an den Peering-Ökosystemen von DE-CIX teilzunehmen oder Cloud On-Ramps zu nutzen.
Darüber hinaus hat DE-CIX die Bereitstellung seiner Produkte weitgehend automatisiert. Kunden können Interconnection-Dienste online manuell über ein Portal oder über eine Programmierschnittstelle bestellen und konfigurieren.
Im Jahr 2018 nahm DE-CIX als weltweit erster Internetknoten-Betreiber einen Patch-Roboter in Betrieb, der Kundenports bereitstellen und upgraden kann. Der Roboter steckt Kabel vollautomatisch um, so dass kein Techniker neue Verbindungen vor Ort einrichten muss. Der DE-CIX-Roboter wurde 2018 bei den Global Carrier Awards als beste Internet-Exchange-Innovation ausgezeichnet. Im Folgejahr wurden zwei weitere Patch-Roboter von DE-CIX in Dienst gestellt.
Eigenen Angaben zufolge stellt DE-CIX im laufenden Geschäftsbetrieb etwa zwei Drittel der vorhandenen Kapazität seinen Kunden zur Verfügung, während die übrige verfügbare Leistung für Redundanzen und zur Pufferung von kurzfristigen Schwankungen verwendet wird. Darüber hinaus werden die Netzwerke der Kunden an den meisten Standorten von DE-CIX durch Blackholing vor DDoS-Angriffen geschützt.

## Mitgliedschaften und Engagements
DE-CIX ist Gründungsmitglied der Route Server Support Foundation (RSSF) und des gemeinsam mit AMS-IX, LINX, Digital Realty (damals noch Interxion) und EpsilonTEL gestarteten IX-API-Projektes. Die RSSF finanziert die Weiterentwicklung von Open-Source-Tools rund um OpenBGPD mit der Absicht, zwei unabhängige Softwareprodukte als Route Server an Internetknoten zur Verfügung stellen zu können. Das Ziel von der RSSF ist es, die Resilienz von Route Server-Diensten zu erhöhen. Das IX-API-Projekt hat zum Ziel, eine standardisierte und offene Programmierschnittstelle für Internet- und Cloud-Exchanges bereitzustellen. Die Programmierschnittstelle ist beispielsweise im Peering Manager integriert, einem von DE-CIX unterstützten Open-Source-Tool, um Router automatisiert zu verwalten und zu konfigurieren. Darüber hinaus bringt DE-CIX sich in die Weiterentwicklung der Internetinfrastruktur ein und ist im Rahmen der Internet Engineering Task Force (IETF) an der Ausarbeitung von Internet-Standards und Request for Comments (RFCs) beteiligt.
Unternehmensintern betreibt DE-CIX eine eigene Forschungs- und Entwicklungsabteilung, die an Fragen der Infrastruktur arbeitet, Fachartikel veröffentlicht und auf wissenschaftlichen Konferenzen teilnimmt. Mitarbeiter von DE-CIX engagieren sich in Organisationen zur Weiterentwicklung des Internets: Beispielsweise ist Harald A. Summa Mitglied des Vorstandes von RIPE Network Coordination Centre, einer unabhängigen gemeinnützigen Organisation, die den Aufbau der Internetinfrastruktur in den von ihr betreuten Regionen durch technische Koordinierung unterstützt.

## Datenrate
Der Datendurchsatz am DE-CIX Frankfurt ist über die Jahre stetig angestiegen. Im September 2012 wurde erstmals die Marke von 2 Terabit pro Sekunde überschritten, im April 2015 dann die Marke von 4 Terabit pro Sekunde  und im Dezember 2017 wurden über 6 Terabit pro Sekunde gemessen. Am 19. September 2019 wurden erstmals 7 Terabit pro Sekunde überschritten, bevor der Datendurchsatz am 11. Dezember 2019 erstmals auf über 8 Terabit pro Sekunde anstieg. Durch die allgemeinen Beschränkungen während der COVID-19-Pandemie wuchs der Datenverkehr am DE-CIX ab Anfang/Mitte März 2020 um weitere 10 Prozent, wobei der Bereich Videokommunikation sogar um 50 Prozent und der Bereich Gaming um 25 Prozent anstieg. Außerdem gab es Steigerungen bei Social-Media-Aufrufen und VPN-Verbindungen. Am 14. Dezember 2022 wurde am DE-CIX Frankfurt ein Datendurchsatz von 14,4 Terabit pro Sekunde erreicht und am 20. November 2024 erstmals ein Rekord in Höhe von 18,1 Terabit pro Sekunde.
Auch global hat der Datenverkehr an den DE-CIX Standorten in den vergangenen Jahren stetig zugenommen. Als ein wesentlicher Treiber für neue Datendurchsatzrekorde (Traffic Peaks) gelten vor allem massenhafte Video- und Software-Downloads. Diese basieren typischerweise auf Betriebssystem-Updates und neuen beziehungsweise aktualisierten Computerspielversionen. Auch das Streamen von Live-Sportveranstaltungen wie den Champions-League-Spielen im Fußball oder NFL-Spielen in hoher Videoqualität erfordert die Verarbeitung großer Datenmengen.
Von den Internetknoten, die DE-CIX weltweit betreibt, tauschen bereits fünf mehr als 1 Terabit pro Sekunde an Daten aus (DE-CIX Frankfurt, DE-CIX New York, DE-CIX Madrid, DE-CIX Dallas und DE-CIX Mumbai, Stand März 2025).
Laut Geschäftsbericht des Unternehmens betrug die angeschlossene Kundenkapazität aller globalen DE-CIX Standorte Ende 2024 mehr als 170 Terabit. Zum Jahresbeginn 2025 waren mehr als 4.000 Internetdienstanbieter und andere Organisationen aus mehr als 100 Ländern an Internetknoten von DE-CIX angebunden, darunter praktisch alle großen Carrier, Content- und Internet-Service-Provider sowie zahlreiche Unternehmenskunden.
| Durchsatz   | Datum     |
| ----------- | --------- |
| 16 Gbit/s   | Dez. 2003 |
| 23 Gbit/s   | Aug. 2004 |
| 49 Gbit/s   | Okt. 2005 |
| 90 Gbit/s   | Nov. 2006 |
| 300 Gbit/s  | Dez. 2007 |
| 407 Gbit/s  | Mai 2008  |
| 800 Gbit/s  | Juli 2009 |
| 1,2 Tbit/s  | Aug. 2010 |
| 2,0 Tbit/s  | Sep. 2012 |
| 3,0 Tbit/s  | Jan. 2014 |
| 4,0 Tbit/s  | Apr. 2015 |
| 5,0 Tbit/s  | Dez. 2015 |
| 6,0 Tbit/s  | Dez. 2017 |
| 7,1 Tbit/s  | Sep. 2019 |
| 8,1 Tbit/s  | Dez. 2019 |
| 9,1 Tbit/s  | Mär. 2020 |
| 10 Tbit/s   | Nov. 2020 |
| 11 Tbit/s   | Feb. 2022 |
| 12,4 Tbit/s | Aug. 2022 |
| 14,4 Tbit/s | Dez. 2022 |
| 15,3 Tbit/s | Sep. 2023 |
| 18,1 Tbit/s | Nov. 2024 |

| Durchsatz   | Datum      |
| ----------- | ---------- |
| 400 Gbit/s  | Juli 2009  |
| 682 Gbit/s  | Aug. 2010  |
| 900 Gbit/s  | Jan. 2011  |
| 1,2 Tbit/s  | Aug. 2012  |
| 1,6 Tbit/s  | Nov. 2013  |
| 6 Tbit/s    | Jun. 2018  |
| 8,5 Tbit/s  | März. 2020 |
| 11 Tbit/s   | Sep. 2023  |
| 12,1 Tbit/s | Apr. 2024  |

Weit weniger Traffic war für das neue Internetprotokoll IPv6 messbar. Im März 2012 liefen durchschnittlich nur 0,8 Gigabit/s an IPv6-Traffic über den DE-CIX, was 0,088 Prozent des IPv4-Traffics entsprach. Nach dem World IPv6 Launch Day am 6. Juni 2012 liefen in Spitzenzeiten (zumeist gegen 21:00 Uhr) schon 3,5 Gigabit/s durch den DE-CIX. Im Mai 2013 liefen durchschnittlich 8 Gbit/s über den DE-CIX. Neuere Statistiken über den IPv6-Anteil liegen nicht vor.

## Fernmeldeaufklärung
Im Zuge der Enthüllungen in den Jahren 2013–2015 zu der Arbeit der National Security Agency (NSA) und des Bundesnachrichtendienstes (BND) geriet der DE-CIX verstärkt in den Fokus, da man vermutete, dass die NSA dort direkt Daten ausleite. Dies sei jedoch „technisch unmöglich“, so die Betreiber des DE-CIX. Es ist allerdings wahrscheinlich, dass die NSA mit Hilfe des Foreign Intelligence Surveillance Acts amerikanische Netzanbieter, die an den DE-CIX angebunden sind, verpflichtet, die Überwachungsmaßnahmen durchzuführen.
Klaus Landefeld, Beirat der DE-CIX Management GmbH, berichtete am 26. März 2015 im NSA-Untersuchungsausschuss von der Praxis des BND am DE-CIX seit 2009, da nach dem Ende der Operation Eikonal im Jahr 2008 der BND neue Möglichkeiten zur Überwachung des Internets suchte. Landefeld führte aus, dass der BND sich nicht nur für außerdeutsche Leitungen interessiere, wie etwa in den arabischen Raum, sondern auch für innerdeutsche Leitungen, auf denen über 90 Prozent des Verkehrs grundrechtsgeschützt sei. Es ließe sich „absolut nicht trennscharf“ entscheiden, was im Netz „deutsch ist oder nicht“. Auch die 20-Prozent-Regel, nach der Nachrichtendienste ein Fünftel der Leitungskapazität ausleiten dürfen, würde nicht real praktiziert, so Landefeld. Die Provider legen ihre Leitungen so an, dass sie in der Regel nur zu 30 oder 40 Prozent ausgelastet seien. Mit der 20-Prozent-Regel lande man bei 50 bis 60 Prozent des durchgeleiteten Verkehrs, was nicht im Sinne des Gesetzes sei.
Auch soll das Bundeskanzleramt mehrmals interveniert haben und sowohl die G 10-Kommission, als auch die Bundesnetzagentur davon abgehalten haben, das Abhören zu untersuchen.

### Klage gegen den Bund und Verfassungsbeschwerde
Die Betreibergesellschaft des Internet-Knotens DE-CIX klagte vor dem Bundesverwaltungsgericht in Leipzig gegen die Überwachungsmaßnahmen des BND, da sie die Rechtmäßigkeit der Maßnahmen für unzulässig hielt. In einem für die DE-CIX Management GmbH erstellten Gutachten kommt der Ex-Präsident des Bundesverfassungsgerichts und emeritierter Professor für öffentliches Recht, Hans-Jürgen Papier, zu dem Fazit, dass die Massenüberwachung des BND an Internet-Knoten illegal sei. Laut Papier könne der BND Gesetze weder rechtlich noch tatsächlich einhalten und „missachtet und überschreitet“ Grundsätze des Grundgesetzes. Die DE-CIX Management GmbH reichte daraufhin Klage gegen die Bundesrepublik Deutschland ein, weil unter anderem die Novelle des BND-Gesetzes die Problematik noch weiter verschärft habe. Die Klage stütze sich ferner auf das erwähnte Gutachten sowie die Ergebnisse des NSA-Untersuchungsausschusses und wendet sich gegen die Inanspruchnahme durch den BND im Rahmen der strategischen Fernmeldeüberwachung.
Das Bundesministerium des Innern (BMI) hatte auf Antrag des BND eine Beschränkung des Fernmeldegeheimnisses auf der Grundlage von § 5 Artikel 10-Gesetz (G 10) angeordnet. Der BND hat der DE-CIX Management GmbH diese Anordnung mit Schreiben vom 26. August 2016 in Auszügen übermittelt, ihr als verpflichtete Telekommunikationsanbieterin paketvermittelte Übertragungswege benannt und um weitere Veranlassung gebeten. Mit ihrer Klage, über die das erstinstanzlich zuständige Bundesverwaltungsgericht zu entscheiden hat, macht die DE-CIX Management GmbH geltend, dass Daten aus einem rein inländischen Netzknotenpunkt erhoben würden und auch rein inländischer Telekommunikationsverkehr ausgewertet werde, obwohl § 5 G 10 nur zur Überwachung von internationalen, d. h. grenzüberschreitenden Telekommunikationsbeziehungen ermächtige. Zudem erhebe der BND den Datenverkehr eines bestimmten Ports vollständig ohne die gesetzlich vorgesehene quantitative Beschränkung auf 20 Prozent. Schließlich sei die gesetzliche Ermächtigung des § 5 G 10 verfassungswidrig; zudem verstoße die Schlechterstellung von Ausländern gegen unionsrechtliche Diskriminierungsverbote.
Am 30. Mai 2018 wurde der Fall vor dem Bundesverwaltungsgericht verhandelt; dieses hat in erster und letzter Instanz auf die Klage der DE-CIX Management GmbH entschieden, dass das BMI sie verpflichten kann, bei der Durchführung strategischer Fernmeldeüberwachungsmaßnahmen durch den BND mitzuwirken. Die DE-CIX Management GmbH akzeptiert das Urteil des Bundesverwaltungsgerichts zur Rechtmäßigkeit der BND-Spionage jedoch nicht. Es sieht die vorgebrachten Fragen nicht geklärt und den Rechtsschutz gefährdet. „Wir sind uns mit unserem Gang nach Karlsruhe sehr sicher“, erklärte Klaus Landefeld, Aufsichtsrat der Management-Gesellschaft, gegenüber heise online. Es gelte, die zahlreichen vom Bundesverwaltungsgericht ungeklärten Rechtsfragen dem Bundesverfassungsgericht vorzulegen. Das Urteil wirft laut dem DE-CIX-Management damit insgesamt Fragen zum effektiven Rechtsschutz auf. So könnten Bürger ohne die erforderlichen Detailkenntnisse nicht darlegen, dass sie selbst von der BND-Überwachung in Frankfurt betroffen seien. Die verpflichteten Unternehmen wiederum dürften die Rechte der Bürger nicht geltend machen.
Das Bundesverfassungsgericht hat am 19. Mai 2020 sein Urteil in der Sache Strategische Ausland-Ausland-Fernmeldeaufklärung des BND verkündet und dabei entschieden, dass die Überwachung der Telekommunikation von Ausländern im Ausland durch den Bundesnachrichtendienst an die Grundrechte des Grundgesetzes (GG) gebunden ist und nach der derzeitigen Ausgestaltung der Ermächtigungsgrundlagen gegen das grundrechtliche Fernmeldegeheimnis (Art. 10 Abs. 1 GG) und die Pressefreiheit (Art. 5 Abs. 1 Satz 2 GG) verstößt. Dies betrifft sowohl die Erhebung und Verarbeitung der Daten als auch die Übermittlung der hierdurch gewonnenen Daten an andere Stellen wie ebenfalls die Kooperation mit anderen ausländischen Nachrichtendiensten.